# Jack Grealish
Jack Peter Grealish (Birmingham, 10 de setembro de 1995) é um futebolista inglês de ascendência irlandesa que atua como ponta-esquerda ou meia-atacante. Atualmente joga no Everton, emprestado pelo Manchester City.

## Carreira no clube

### Aston Villa

#### 2012–2013: Início de carreira
Tendo começado no Highgate United, Grealish, torcedor do Aston Villa, juntou-se ao clube aos seis anos de idade. Aos 16 anos, foi nomeado como substituto não utilizado em uma derrota em casa por 4 a 2 na Premier League contra o Chelsea em 31 de março de 2012. Grealish fez parte da equipe sub-19 do clube que venceu a 2012–13 NextGen Series. Em 13 de setembro de 2013, Grealish ingressou no Notts County, clube da League One, por meio de um empréstimo juvenil até 13 de janeiro de 2014. Ele estreou no dia seguinte, entrando como substituto aos 59 minutos no lugar de David Bell, em uma derrota por 3 a 1 fora de casa contra o Milton Keynes Dons. Em 7 de dezembro, ele marcou seu primeiro gol na carreira, vencendo três defensores para marcar o último gol em uma vitória por 3 a 1 sobre o Gillingham no Meadow Lane, e uma semana depois abriu a vitória por 4 a 0 sobre o Colchester United. Grealish prorrogou seu empréstimo com o Notts County em 17 de janeiro de 2014 até o final da temporada. Encerrou seu empréstimo com cinco gols e sete assistências em 38 partidas.

#### 2014–2015: Desenvolvimento e maturação

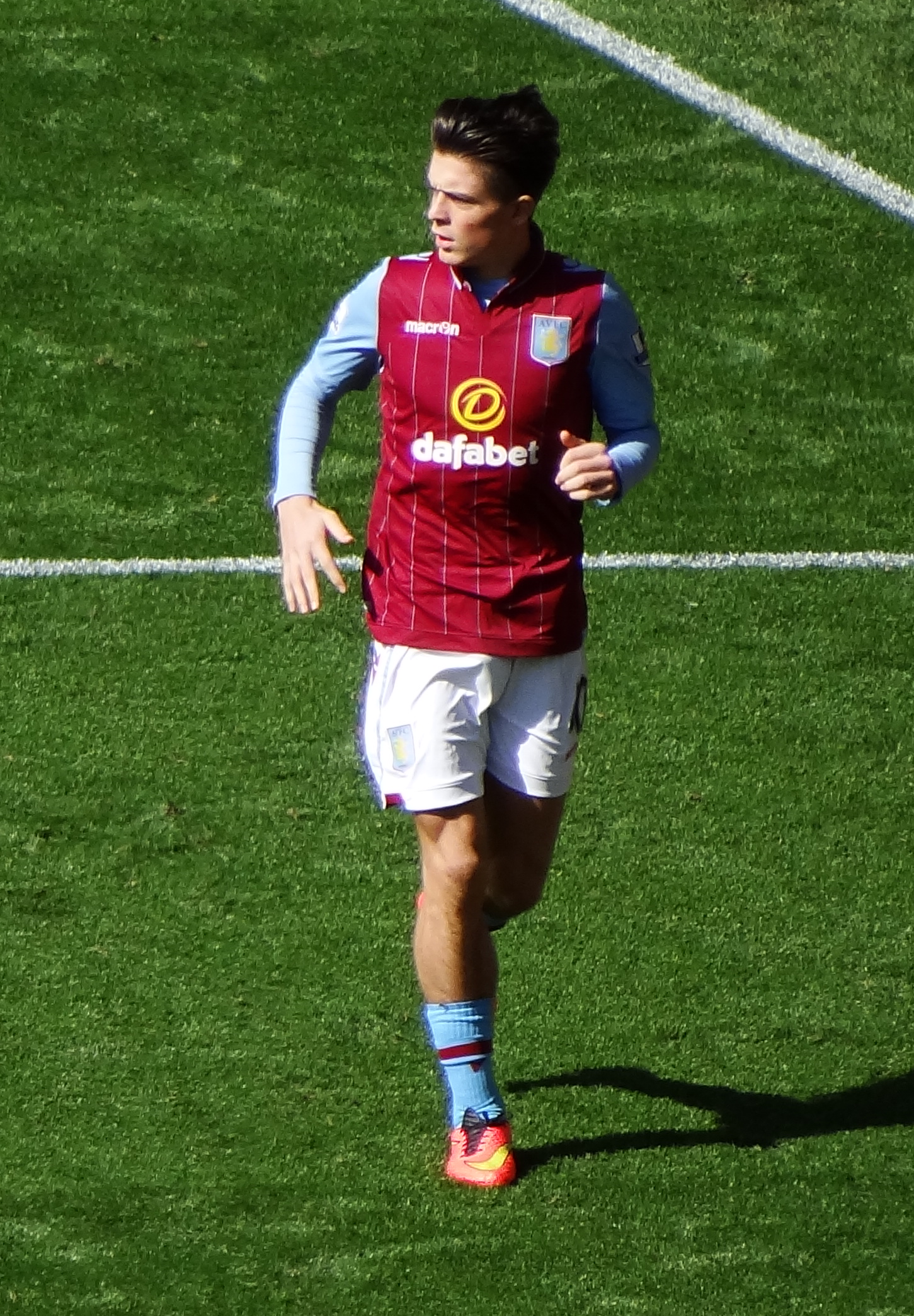
Grealish jogando pelo Aston Villa em 2014

Após seu período de empréstimo no Notts County, Grealish retornou ao Aston Villa e fez sua estreia no clube em 7 de maio, entrando como substituto aos 88 minutos no lugar de Ryan Bertrand em uma derrota por 4 a 0 fora de casa para o Manchester City na Premier League. Com seu contrato prestes a expirar no verão de 2015, ele recebeu uma nova proposta de contrato de quatro anos pelo clube em setembro de 2014. Em 14 de outubro, Grealish assinou um novo contrato de quatro anos com o Aston Villa. Grealish fez sua primeira titularidade em uma partida da FA Cup, em 4 de janeiro de 2015, contra o Blackpool no Villa Park, onde sua equipe venceu por 1 a 0. Ele jogou 75 minutos antes de ser substituído por Andreas Weimann. Em 7 de março, na sexta rodada, uma vitória em casa por 2 a 0 sobre o West Bromwich Albion, ele substituiu Charles N'Zogbia após 74 minutos e foi expulso por receber o segundo cartão amarelo por simulação nos acréscimos. Em 7 de abril, Grealish iniciou sua primeira partida pelo Aston Villa na Premier League, um empate em casa por 3 a 3 contra o Queens Park Rangers, onde sua atuação foi muito elogiada. Na semifinal da FA Cup contra o Liverpool no Estádio de Wembley, Grealish teve participação nos dois gols do Villa, incluindo a assistência para o gol de Fabian Delph, à medida que revertiam a desvantagem e avançavam para a final. Em 30 de maio, Grealish jogou a totalidade da final da FA Cup de 2015 no Estádio de Wembley, quando o Villa perdeu por 4 a 0 para o Arsenal. Em abril de 2015, Grealish foi advertido pelo treinador do Aston Villa, Tim Sherwood, depois que o The Sun publicou imagens mostrando-o supostamente inalando óxido nitroso para fins recreativos. Sherwood afirmou que "não podemos aprovar esse comportamento. Ele agora está em uma posição responsável como jogador de futebol profissional, ele precisa garantir que isso não aconteça novamente". Sherwood disse posteriormente, em maio de 2015, que Grealish estava aprendendo com sua amizade com seu parceiro de meio-campo, o experiente Joe Cole. Sherwood considerava Cole um modelo a ser seguido por Grealish ao esconder sua vida privada, já que "não lia muito sobre Joe estar nas manchetes". Grealish marcou seu primeiro gol pelo Villa em 13 de setembro de 2015, um chute de 20 jardas para abrir o placar fora de casa contra o Leicester City; no entanto, sua equipe perdeu por 3 a 2. Em novembro, ele optou por ficar no noroeste da Inglaterra e sair para a balada após a derrota por 4 a 0 do Villa para o Everton. O novo treinador, Rémi Garde, o puniu por essa decisão fazendo com que Grealish treinasse com a equipe sub-21 e afirmou que "você precisa se comportar como um profissional, e não foi o caso desta vez para o Jack". Ele voltou aos treinos completos em 8 de dezembro.

#### 2016–2019: Lesão e Recuperação de Forma
Em 7 de janeiro de 2016, o treinador do Leeds United, Steve Evans, afirmou que o Villa havia rejeitado uma consulta para emprestar Grealish. O Villa encerrou a temporada na última posição, encerrando seu status como presença constante na Premier League. Grealish jogou 16 partidas, todas derrotas, quebrando o recorde da pior temporada anteriormente mantido por Sean Thornton do Sunderland, que perdeu em todas as 11 de suas aparições na 2002–03. Em setembro, o Villa abriu uma investigação disciplinar interna após relatos de que Grealish estava em uma festa em um hotel de Birmingham que teve que ser fechada pela polícia de madrugada. Em resposta, o proprietário Tony Xia escreveu no Twitter que Grealish precisava se concentrar dentro e fora de campo e se associar às pessoas certas. Em outubro, ele foi suspenso por três partidas depois de aceitar uma acusação de conduta violenta após pisar em Conor Coady no empate por 1 a 1 do Villa com o Wolverhampton Wanderers. Em 29 de julho de 2017, durante um amistoso de pós-temporada contra o Watford, enquanto disputava uma bola no ar perto da área do Watford, ele colidiu com o meio-campista do Watford, Tom Cleverley. A colisão fez com que ele fosse levado ao Heartlands Hospital em Birmingham, onde passou por cirurgia. Mais tarde, foi revelado que ele havia sido atingido pelo cotovelo de Cleverley, causando a ruptura de seu rim, deixando-o fora por vários meses enquanto se recuperava. Em uma entrevista ao Daily Mirror em maio de 2018, ele revelou que a lesão foi potencialmente fatal. Em 10 de março de 2019, Grealish foi "atingido por trás por um invasor de campo" durante o jogo do Second City derby fora de casa contra o Birmingham City. Mais tarde, no segundo tempo, Grealish marcou, dando ao Villa uma vitória por 1 a 0. Paul Mitchell, 27 anos, de Rubery, foi condenado a 14 semanas de prisão por invasão de campo e agressão.
Grealish foi o capitão da equipe a partir de março, período em que acumularam 10 vitórias consecutivas na liga, um recorde do clube. Essa forma garantiu ao Villa um lugar nos play-offs, onde vitórias sobre o West Bromwich Albion e o Derby County os promoveram à Premier League após uma ausência de três anos.
O primeiro gol de Grealish na temporada 2019–20 aconteceu na segunda rodada da EFL Cup de 2019–20, contra o Crewe Alexandra, em 27 de agosto de 2019. Seu primeiro gol na Premier League nesta temporada ocorreu em 5 de outubro, marcando o terceiro gol de sua equipe na vitória por 5 a 1 fora de casa sobre o Norwich City. O resultado tirou o clube da zona de rebaixamento e ultrapassou seus oponentes na tabela da Premier League.

#### 2020–2021: Talismã do clube e sucesso individual
Em março de 2020, a Premier League foi suspensa no meio da temporada de retorno do Aston Villa, devido à pandemia de COVID-19 no Reino Unido. Durante essa pausa forçada, foi revelado que Grealish havia violado as orientações do governo para ficar em casa. Ele reconheceu que suas ações estavam "erradas e totalmente desnecessárias" e foi multado pelo clube. Grealish sofreu 167 faltas ao longo da temporada da Premier League de 2019–20; este foi o maior número de faltas sofridas por um jogador em uma única campanha da Premier League, com Grealish quebrando o recorde com mais de oito jogos restantes na temporada. Ele marcou no último dia, quando o Aston Villa garantiu a permanência na Premier League com um empate por 1 a 1 contra o West Ham United, enquanto seus rivais de rebaixamento, o Watford, perderam por 3 a 2 para o Arsenal. Nas premiações de fim de temporada do clube, Grealish foi votado como o Jogador da Temporada do Villa tanto pelos torcedores quanto pelos colegas de equipe. Ele também terminou a temporada como o artilheiro principal do clube, com oito gols na Premier League e 10 em todas as competições. Em 15 de setembro de 2020, Grealish assinou um novo contrato de cinco anos com o Villa até 2025. Ele marcou seu primeiro gol na liga na segunda partida do Villa em 28 de setembro; o primeiro gol em uma vitória por 3 a 0 sobre o recém-promovido Fulham. Em 4 de outubro, ele marcou dois gols e deu três assistências em uma vitória em casa por 7 a 2 sobre o Liverpool. Foi a derrota mais pesada do Liverpool em 57 anos e foi a primeira vez na história da Premier League que um campeão em título concedeu sete gols em uma única partida. Levou quase um mês para Grealish marcar novamente, quando fez um gol aos 97 minutos contra o Southampton, embora não tenha sido suficiente, já que o Villa perdeu por 4 a 3.

### Manchester City

#### 2021–2022: Transferência e Surgimento

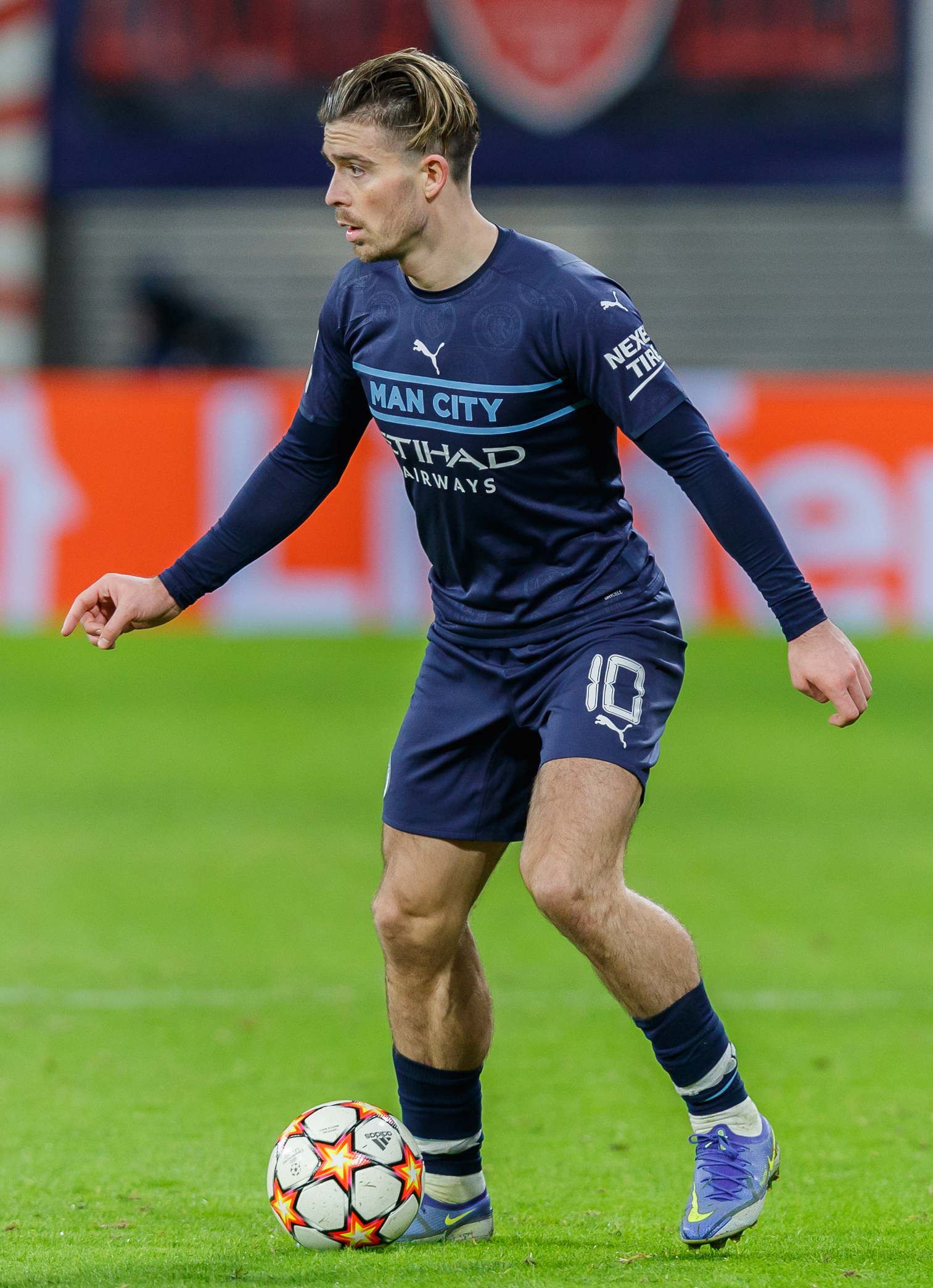
Grealish jogando pelo Manchester City em 2021

Em 5 de agosto de 2021, o Manchester City anunciou que havia contratado Grealish em um contrato de seis anos que iria até junho de 2027. Várias fontes relataram que a taxa de transferência paga ao Aston Villa foi no valor de £100 milhões, o que na época constituía a transferência mais cara de um jogador inglês, bem como a maior taxa já paga por um clube britânico. Grealish recebeu a camisa 10 pela equipe, que anteriormente era usada pelo atacante Sergio Agüero, que deixou o City no mês anterior após dez temporadas com a equipe. Grealish estreou-se pelo City numa derrota por 1–0 contra o Tottenham na primeira jornada da Premier League 2021–22. Em 21 de agosto, ele marcou seu primeiro gol pelo clube em uma vitória por 5–0 sobre o Norwich City. Grealish marcaria em sua estreia na Liga dos Campeões da UEFA em 15 de setembro, colocando o City 4–2 à frente numa vitória por 6–3 na fase de grupos contra o RB Leipzig. Ele também assistiu ao gol de Nathan Aké na abertura do placar para o City. Em dezembro de 2021, Grealish e o companheiro de equipe Phil Foden foram deixados de fora de um jogo contra o Newcastle após uma visita a uma discoteca. Embora tenha encerrado a temporada com um título da Premier League, Grealish admitiu dificuldades em sua temporada de estreia no Manchester City, afirmando que se adaptar ao estilo de jogo do clube foi "muito mais difícil" do que ele imaginava, apesar de o treinador do City, Pep Guardiola, acreditar que ele estava cumprindo com sucesso seu papel. Grealish foi posteriormente defendido de seus críticos por seu colega de equipe Kevin De Bruyne, que expressou sua crença de que Grealish era um alvo fácil para críticas devido ao foco da mídia nos jogadores ingleses. Além disso, İlkay Gündoğan afirmou que Grealish era "muito incompreendido por parte da mídia".

#### 2022–2023: Ruptura e tríplice coroa continental
"Eu acho que durante toda esta temporada ele tem jogado muito bem. Este é o Jack Grealish que os torcedores do Aston Villa conhecem muito bem. Ele acredita completamente e a maneira como se comportou no início, quando não estava jogando, foi perfeita."

Pep Guardiola sobre o desempenho de Grealish na temporada 2022–23.
Em 17 de setembro de 2022, Grealish marcou seu primeiro gol da nova temporada em uma vitória fora de casa contra o Wolverhampton Wanderers, ocorrendo após apenas 55 segundos. Em 28 de dezembro, ele assistiu dois gols de Erling Haaland quando o Manchester City venceu o Leeds United por 3–1 fora de casa. Grealish marcou o primeiro gol na derrota por 2–1 do City no derby contra o Manchester United em 14 de janeiro de 2023. Em 15 de fevereiro, ele marcou em uma vitória por 3–1 fora de casa contra o líder da liga, o Arsenal, ajudando o City a ultrapassá-los na corrida pelo título da Premier League. Grealish assistiu Riyad Mahrez para o gol do City contra o RB Leipzig na primeira partida das oitavas de final da Liga dos Campeões de 2022–23 em 22 de fevereiro de 2023, e foi posteriormente elogiado como "imparável" por Rio Ferdinand e Owen Hargreaves. Grealish foi altamente elogiado por sua atuação contra o Liverpool em 1º de abril, em que o Manchester City venceu por 4–1 após sofrer um gol; na partida, ele marcou e também deu uma assistência para Julián Álvarez. No jogo seguinte, Grealish novamente marcou e deu assistência em uma vitória por 4–1 fora de casa contra o Southampton. Após um empate por 1–1 fora contra o Real Madrid na primeira partida das semifinais da Liga dos Campeões em 9 de maio, Grealish gravou uma mensagem para um torcedor do Manchester City doente, Rob Harmston, enviando seu "amor e apoio". Neste ponto, foi calculado que Grealish havia criado 35 chances apenas na Liga dos Campeões dessa temporada; esse foi o recorde de um jogador inglês em uma única temporada. No jogo de volta, Grealish se destacou enquanto o City vencia o Madrid por 4–0 em casa, sendo descrito por Jamie Jackson do The Guardian como "deslumbrante". Em 20 de maio de 2023, Grealish conquistou seu segundo título consecutivo da Premier League após o Arsenal perder por 1–0 para o Nottingham Forest. O Manchester City levantou a taça no dia seguinte. Em 3 de junho, Grealish começou na vitória do City contra o Manchester United na final da FA Cup. Grealish posteriormente falou sobre como a conquista era o "tipo de coisa com que você sonha quando é criança". Uma semana depois, ele jogou a totalidade da final da Liga dos Campeões contra a Inter de Milão enquanto o Manchester City conquistava sua única treble continental após vencer por 1–0. Em uma entrevista pós-jogo, Grealish disse que a conquista era "o que você trabalha a vida toda para alcançar" e chamou seu treinador Guardiola de "gênio". Grealish foi visto, após um dia e noite de festa, tropeçando para fora de um avião, aparentemente bêbado e sem dormir. Mais tarde, ele foi visto celebrando, ainda com o uniforme completo, apenas algumas horas antes do desfile da tríplice coroa do Manchester City. Durante este desfile, Grealish também foi identificado positivamente pela mídia como se divertindo muito. Após a altamente bem-sucedida temporada 2022–23 do Manchester City, sugeriu-se que Grealish poderia se tornar um potencial candidato ao Bola de Ouro. Grealish foi elogiado pelos críticos por sua grande contribuição para o sucesso do Manchester City. Foi sugerido por analistas e comentaristas que, como resultado da boa fase de Grealish, ele se estabeleceu com sucesso no clube e estava correspondendo à sua alta quantia paga. Neil Johnston, da BBC Sport, comentou que Grealish se tornou "quase indiscutível nos grandes jogos". O próprio Grealish comentou que agora se sente "como um dos principais jogadores [do Manchester City]" e que está em um estágio em que está "no auge... [de sua] forma física".

#### 2023–presente: Vitória na Supercopa da UEFA
Em 16 de agosto de 2023, Grealish começou na vitória do Manchester City sobre o Sevilla na Supercopa da UEFA de 2023, convertendo seu pênalti na disputa por pênaltis após o jogo terminar em 1–1 no tempo regulamentar. Em 27 de agosto, Grealish se machucou devido a uma contusão na perna e, depois disso, passou por uma série de jogos no banco. Em 25 de outubro, Grealish foi selecionado como titular no jogo do Manchester City contra o Young Boys, com Pep Guardiola afirmando que não tinha "nenhuma dúvida sobre Jack". Grealish foi elogiado por sua atuação na partida. Em 29 de outubro, Grealish voltou ao time titular regular do Manchester City na Premier League no Derby de Manchester e foi muito elogiado por sua atuação na partida. Seu trabalho nesta partida foi descrito como "particularmente frutífero" pelo jornalista Phil McNulty.

#### Empréstimo ao Everton
Após perder espaço no City, em 12 de agosto de 2025 o Everton anunciou Jack Grealish como novo reforço. O inglês foi emprestado pelo Manchester City para a disputa da temporada 2025–26. O empréstimo do jogador tem opção de compra fixada em 50 milhões de euros (315 milhões de reais), segundo o jornalista Fabrizio Romano.

## Seleção Nacional
Apesar de ter defendido as seleções de base da Irlanda, Grealish optou por defender a Inglaterra. Assim, no dia 25 de maio de 2021, o meia foi convocado por Gareth Southgate para disputar a Eurocopa de 2020.

## Títulos
Manchester City
- Premier League: 2021–22,[104] 2022–23[105] e 2023–24[106]
- Copa da Inglaterra: 2022–23[107]
- Supercopa da Inglaterra: 2024
- Liga dos Campeões da UEFA: 2022–23[108]
- Supercopa da UEFA: 2023[109]
- Copa do Mundo de Clubes da FIFA: 2023[110]

### Prêmios individuais
- Equipe ideal da EFL Championship pela PFA: 2018–19